# Sulzbach an der Murr
Sulzbach an der Murr là một thị xã ở huyện Rems-Murr thuộc bang Baden-Württemberg nước Đức. Đô thị này có diện tích 40,11 km², dân số thời điểm ngày 31 tháng 12 năm 2006 là 5395 người.